# Село-при-Мирні
Село-при-Мирні (словен. Selo pri Mirni) — поселення в общині Мирна, регіон Південно-Східна Словенія, Словенія.